# Milwaukie
Niet te verwarren met Milwaukee.
Milwaukie is een plaats (city) in de Amerikaanse staat Oregon, en valt bestuurlijk gezien onder Clackamas County en Multnomah County.

## Demografie
Bij de volkstelling in 2000 werd het aantal inwoners vastgesteld op 20.490. In 2006 is het aantal inwoners door het United States Census Bureau geschat op 20.988, een stijging van 498 (2,4%).

## Geografie
Volgens het United States Census Bureau beslaat de plaats een oppervlakte van 12,5 km², geheel bestaande uit land.

## Plaatsen in de nabije omgeving
De onderstaande figuur toont nabijgelegen plaatsen in een straal van 8 km rond Milwaukie.